# Johannes Defuk
Johannes Defuk o Deuc (Germania, XI secolo – Montefiascone, 1113) è stato un vescovo cattolico tedesco.
Fu un nobile cavaliere, forse un duca, per altri prelato in carica vescovile tedesco sceso in Italia nel 1111 al seguito del futuro imperatore del Sacro Romano Impero Enrico V che andava a farsi incoronare appunto imperatore dal papa Pasquale II.
Il suo nome è legato alla leggenda dell'Est! Est!! Est!!! di Montefiascone (un famoso vino locale) che porta questo nome proprio grazie alla figura di questo nobile e leggendario personaggio; infatti Defuk grande estimatore del buon vino mandava
un suo messo, il coppiere Martino, in avanscoperta per trovare nei borghi italiani cantine e taverne che offrivano vino di ottime qualità; tra i due esisteva una sorta di codice infatti Martino doveva apporre sulla porta delle cantine con buon vino il "sigillo" ovvero la parola latina "Est!" (che significa c'è) si narra che lungo la discesa numerosi "Est" furono scritti a volte anche due "Est!", ma arrivato al borgo di Montefiascone il fidato servo lasciò la famosa dicitura: Est!Est!!Est!!!, tanto era rimasto esterrefatto dalla bontà del nettare montefiasconese.
Si narra poi che il nobile, apprezzandone la qualità, si fermò parecchi giorni per berne, poi di ritorno dalla cerimonia di incoronazione, si stabilì a Montefiascone, per continuare a bere quel vino eccellente, e ne consumò talmente tanto che si ammalò e morì, nel 1113 a Montefiascone.
Venne sepolto nella chiesa di San Flaviano, dove ancora si può leggere, sulla lapide in peperino grigio, l'iscrizione: "Per il troppo EST! qui giace morto il mio signore Johannes Defuk".
Egli, in riconoscenza dell'ospitalità dell'amata gente di Montefiascone, e come ultimo atto di omaggio verso il suo vino, lasciò alla cittadinanza di Montefiascone un'eredità di 24.000 scudi, nonché tutti i suoi vestiti e averi a patto che ad ogni anniversario della sua morte, una botticella di vino moscato venisse versata sul sepolcro, tradizione che venne ripetuta dal XVIII secolo fino ai giorni nostri.
Ogni anno la sua vicenda viene rievocata attraverso un corteo storico composto da compagini civili e militari e che conta non meno di 200 comparse. 
Questa manifestazione si tiene in agosto durante la Fiera del vino di Montefiascone.